# Stanisław Hanusiak
Stanisław Hanusiak (6. srpna 1865 Łętownia – 6. dubna 1957) byl rakouský římskokatolický duchovní a politik polské národnosti z Haliče, na počátku 20. století poslanec Říšské rady.

## Biografie
Působil jako farář v obci Poręba Wielka u Osvětimi. Pocházel z rodiny rolníka Piotra Hanusiaka. Vychodil gymnázium v Krakově (Gimnazjum św. Jacka w Krakowie) a studoval teologii. Nejprve na Lvovské univerzitě, pak od školního roku 1885/1886 do roku 1888/1889 na Jagellonské univerzitě.
Byl politicky a veřejně aktivní. Zastával funkci předsedy župního zemědělského spolku v Poręba Wielka. V roce 1897 byl potrestán pěti dny vězení. V době svého působení v parlamentu je profesně uváděn jako farář v Poręba Wielka.
Působil také coby poslanec Říšské rady (celostátního parlamentu Předlitavska), kam usedl ve volbách do Říšské rady roku 1907, konaných poprvé podle všeobecného a rovného volebního práva. Byl zvolen za obvod Halič 36.
Uvádí se jako člen polského středu. Šlo o formaci Polskie Centrum Ludowe, která navazovala na dřívější Stronnictwo Chrześcijańsko-Ludowe (Křesťansko-lidová strana) okolo Stanisława Stojałowského. Po volbách roku 1907 byl na Říšské radě členem poslaneckého Polského klubu.